# Ulrich Seidl
Ulrich Seidl (* 24. listopadu 1952 Vídeň) je rakouský filmový režisér, scenárista, producent a dokumentarista. I jeho hrané filmy jsou na pomezí dokumentu a naopak dokumenty bývají podezírány z inscenovanosti. Jeho velkým tématem je nahlížet do duše svých rakouských krajanů. Hraný film Psí dny (Hundstage), získal roku 2001 Velkou cenu poroty na Mezinárodním filmovém festivalu v Benátkách. Dokument Ježíši, ty víš (Jesus, Du weisst) získal v roce 2003 Cenu za nejlepší dokumentární film na Mezinárodním filmovém festivalu Karlovy Vary. Snímek Ráj: Víra (Paradies: Glaube) získal zvláštní cenu poroty na festivalu v Benátkách roku 2012. Vystudoval žurnalistiku a drama na Vídeňské univerzitě. Vyrůstal v silně katolické rodině a původně se chtěl stát knězem. V červenci 2025 obdržel na Letní filmové škole Výroční cenu AČFK.

## Režijní filmografie

### Hrané filmy
- 1999 – Modelky
- 2001 – Psí dny
- 2007 – Import/Export
- 2012 – Ráj: Láska
- 2012 – Ráj: Víra
- 2013 – Ráj: Naděje
- 2022 – Rimini
- 2022 – Sparta
- 2023 – Zlé hry: Rimini Sparta

### Dokumentární filmy
- 1980 – Einsvierzig
- 1982 – Ball, Der
- 1984 – Look 84
- 1990 – Good News: Von Kolporteuren, toten Hunden und anderen Wienern
- 1992 – Se ztrátami se počítá
- 1994 – Letzten Männer, Die
- 1996 – Zvířecí láska
- 1996 – Bilder einer Ausstellung (TV)
- 1997 – Blízký přítel (TV)
- 1998 – Spass ohne Grenzen
- 2002 – Zur Lage: Österreich in sechs Kapiteln
- 2003 – Ježíši, ty víš
- 2006 – Brüder, lasst uns lustig sein
- 2013 – Venice 70: Future Reloaded
- 2014 –Ve sklepě
- 2016 – Safari